# (14860) 1989 WD3
(14860) 1989 WD3 là một tiểu hành tinh vành đai chính. Nó được phát hiện bởi Yoshiaki Oshima ở đài thiên văn Gekko ở tỉnh Shizuoka của Nhật Bản, ngày 27 tháng 11 năm 1989.